# ذا هل (صحيفة)
ذا هِل (بالإنجليزية: The Hill) هي صحيفة (وموقع شابكي) مكرسة للصحافة السياسية منشورة في واشنطن العاصمة منذ 1994. تنشرها شركة كابيتول هل للنشر التي تمتلكها شركة نيوز كميونكايشنز المتحدة. تركز ذا هِل على السياسة والتجارة والعلاقات الدولية، وتغطي ما يتعلق بالكونغرس الأمريكي والرئاسة والحملات الانتخابية. والصحيفة أنشأها رجل الأعمال الأميركي جاري فنكلستين. يمتلكها حاليا ولده جيمي فنكلستين الذي هو رئيس مجلس إدارتها ورئيس تحريرها بوب كيوزاك وناشرها جوهانا درليغا ومحررها الإداري إيان سوانسن.